# Juninho Capixaba
Luis Antônio da Rocha Júnior (nacido el 6 de julio de 1997), conocido como Juninho Capixaba, es un futbolista brasileño que juega como lateral izquierdo en el Red Bull Bragantino.

## Trayectoria

### Bahía
Juninho terminó su formación en Bahia. Hizo su debut en el primer equipo el 7 de noviembre de 2015 comenzando con una derrota en casa por 2-1 contra Santa Cruz por el campeonato de la Série B brasileña.
Juninho no disputó ningún partido de liga durante la campaña 2016 que terminó en ascenso, y apareció principalmente con la selección sub-20. Antes de la temporada 2017 enfrentó competencia con los nuevos fichajes Matheus Reis y Pablo Armero, comenzando el año como tercera opción.
Juninho hizo su debut en la Série A el 6 de agosto de 2017 sustituyendo a Armero en la segunda mitad en la victoria por 2-1 en casa contra el São Paulo. Terminó el torneo con 17 apariciones, siendo titular indiscutible durante las etapas finales.

### Corinthias
El 5 de enero de 2018, Juninho firmó un contrato de cuatro años con el Corinthians principalmente como reemplazo de Guilherme Arana que se dirigía al Sevilla.

### Grêmio
Juninho fue cedido al Grêmio en julio de 2018 por 1,3 millones de euros. El 16 de mayo de 2019 el acuerdo se convirtió en permanente.